# Junior Messias
Walter Messias Junior (Ipatinga, 13 de maio de 1991), mais conhecido como Junior Messias ou Messias Junior, é um futebolista brasileiro que joga como atacante. Atualmente está sem clube.

## Carreira

### Futebol de Base e Início
Junior iniciou sua passagem nas Categorias de Base do Cruzeiro em 2008 e ficou no clube até 2011, quando desistiu de seguir carreira futebolística, no Brasil, por não ter obtido sucesso no time mineiro.
Após deixar a carreira como jogador, ele seguiu para Itália, onde morava seu irmão, para buscar o sonho de ser um jogador profissional. Contudo, por falta de documentações necessárias, teve de alternar uma vida comum de entregador de uma loja de eletrodomésticos com a de um jogador de futebol amador da liga varzeana da Unione Italiana Sport Per Tutti.
Seus problemas com documentação iriam se estender por quase cinco anos, o que o impediu diretamente de atuar por times profissionais na Itália e o deixou limitado a times amadores.
Enquanto estava no futebol amador, Messias integrou a equipe do Sport Warique, que era formada, em suma, por migrantes peruanos, e conseguiu ser uma figura relevante por ser um dos artilheiros da equipe.
Em 2015, Messias iniciou nas divisões italianas de nível inferior e não profissionais, sendo descoberto pelo ex-jogador e técnico do Torino Ezio Rossi, que o convenceu a ingressar no Casale, que jogava a quinta divisão nacional.
Passado seu tempo no Casale, onde ajudou a equipe a conquistar o acesso à Divisão seguinte com 21 gols, Junior seguiu sua carreira para disputar a Quarta Divisão da Itália no Chieri.
Em 34 partidas, Messias anotou 14 gols e chamou a atenção do Pro Vercelli, clube que estava na Segunda Divisão do Futebol Italiano. Todavia, o brasileiro tivera problemas com sua documentação e ficou meia temporada parado sem poder jogar futebol.
| “                                                                                     | Eu pensei muitas vezes em desistir, pois tinha combinado um salário e cortaram mais do que a metade. Então, pensei que tinha que procurar alguma coisa para eu fazer. Voltei para a Série D e é mais difícil ainda porque você dá um salto de qualidade para a Série B e depois tem que voltar de novo. Mentalmente é difícil, mas Deus me deu forças e eu continuei. | ” |
| — Junior Messias sobre o seu tempo parado após negociações frustradas com o Vercelli. | |   |

Em seu retorno à Quarta Divisão, Junior escolheu o Gozzano para continuar sua vida futebolística. Na equipe, o jogador passou duas temporadas, onde fizera 10 gols em 58 jogos. No final da temporada 2017–18, defendendo o Gozzano, foi promovido à Série C. Ele fez sua estreia profissional na Serie C pelo Gozzano em 23 de setembro de 2018, em um jogo contra o Cuneo. Ele começou o jogo e jogou a partida inteira.

### Crotone
Em 31 de janeiro de 2019, os direitos federativos de Messias foram vendidos ao Crotone, da Serie B, que o emprestou de volta ao Gozzano até o final da temporada 2018–19. Ele terminou sua primeira temporada de nível profissional com 33 partidas (32 como titular) e quatro gols.
Ele fez sua estreia na Série B pelo Crotone em 24 de agosto de 2019, em um jogo contra o Cosenza. Ele começou o jogo e jogou a partida inteira. 
Na equipe, Junior conseguiu o acesso logo em sua primeira temporada com o vice-campeonato da Segunda Divisão da Itália na Temporada 2019–20. Sua passagem na divisão foi marcada por 6 gols em 34 partidas.

#### 2020–21
Pela Elite, Junior atuou de forma coesa em sua primeira experiência com um futebol de alto nível. Naquela Serie A, o jogador aplicou nove gols e quatro assistências em 37 jogos na temporada sendo uma das principais opções de ataque do clube que terminou a temporada rebaixado.
No entanto, diferente de outrora, o jogador não precisou regredir nenhuma divisão, pois um dos gigantes clubes italianos se interessou pelo seu desempenho e buscou contratá-lo, inicialmente, por empréstimo de uma temporada.

### Milan

#### 2021–22

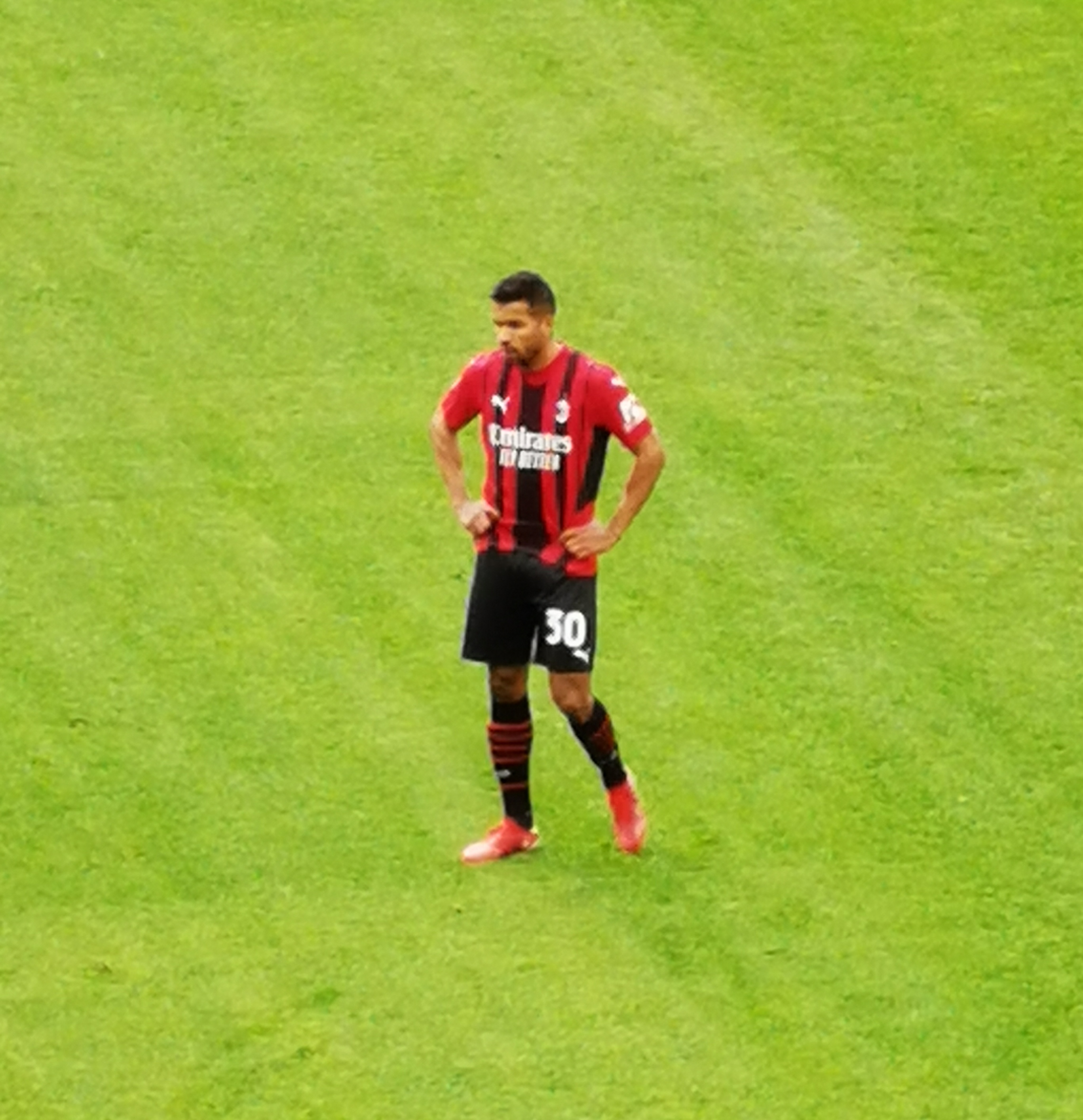
Junior em 2022, pelo Milan.

Em 31 de agosto de 2021, Messias assinou por empréstimo de uma temporada com o Milan.
Seu começo no clube de Milão foi turbulento. O atleta sofreu duas lesões consecutivas e só conseguiu ter uma real sequência na equipe a partir do mês de novembro de 2021. Seu primeiro gol aconteceu na mesma partida que fizera o segundo. Com um doblete, Junior foi responsável por ajudar o time a vencer o Genoa na 15ª rodada do Campeonato Italiano por 3 a 0.
Em sequência, marcou contra a Roma, o Salernitana e novamente diante o Genoa no returno. Com isso, terminou sua temporada com cinco gols em 26 partidas. E, juntamente com seus colegas, conquistou o título da Serie A após 11 anos de jejum de títulos da competição.
Como um dos destaques do Milan na campanha do título italiano, o clube rossonero  exerceu a opção de compra e assinou com o jogador até junho de 2024, estima-se que o Milan pagou 5,4 milhões de euros (R$ 29,3 milhões).
Junior também foi o responsável por marcar o gol da única vitória do Milan naquela temporada de Liga dos Campeões. Contra o Atlético de Madrid, o brasileiro conseguiu superar o goleiro Jan Oblak com um gol de cabeça aos 86 minutos e deu números finais à vitória simples da equipe na Espanha.
| “                                                   | Se alguém tivesse me contado [que ele chegaria à Liga dos Campeões], eu não teria acreditado. Eu acredito em Deus, para ele, nada é impossível. | ” |
| — Junior Messias sobre estrear na Champions League. | |   |

Apesar do gol, que manteve viva a esperança do time de conseguir não ser eliminado ainda na Fase de Grupos, o time foi eliminado na partida seguinte após perderam para o Liverpool no San Siro.

#### 2022–23
Em sua segunda temporada, Messias participou de mais gols, mas conviveu com algumas lesões que o impediram de performar por mais jogos. Seu melhor momento na temporada aconteceu quando ele marcou dois gols em duas partidas em sequência, uma contra o Monza, na 23ª rodada e outra diante o Atalanta, na 24ª.
Em 25 partidas de Serie A, Junior marcou 5 gols. Ajudando o time conquistar a 4ª colocação na Liga. Ele também esteve presente no vice-campeonato da Supercopa da Itália diante a Internazionale, eliminação precoce na Coppa Italia, e a campanha semifinalista dos rossoneros na Liga dos Campeões, (inclusive marcando um gol contra o Red Bull Salzburg) onde foram eliminados pela Inter de Milão.
Após essa temporada, o jogador gostaria de ter mais tempo em campo. Por isso, tratou de trocar o Milan, por empréstimo, para obter tais oportunidades. Naquela ocasião, clubes de dentro e de fora da Itália o observavam, mas foi uma equipe recém promovida à Serie A que conseguiu o passe do brasileiro.
Deixou a equipe por um empréstimo de uma temporada. Ao final dela, o contrato do jogador se enceraria. Ele deixou o time após fazer 68 jogos, 12 gols e cinco assistências.

### Genoa

#### 2023–24
Em agosto de 2023, o Genoa pagou 1,5 milhão de euros para obter o atacante por empréstimo com obrigação de compra.
Seu início, no entanto, foi tão dramático quanto na época que estreou no Milan. Ele logo sofreu uma lesão que o impediu de estrear com o time no começo da temporada, mas conseguiu retornar no final do mês de setembro. Lá, marcou um gol na goleada diante a Roma por 4 a 1.
Após apenas mais uma partida, Junior lesionou-se novamente e perdeu vários jogos até a chegada do mês de novembro. O brasileiro depois passaria por mais problemas musculares em outras oportunidades, e não chegou a marcar nenhum gol após estrear diante a Roma de José Mourinho.
Em janeiro de 2024, o clube pagou 3 milhões de euros para adquirir o jogador em definitivo, pois havia uma clausula que obrigava a equipe a ter o atleta. Ele assinou um novo vínculo válido até o fim da temporada 2025–26.

#### 2024–25
Após uma época menos estrelada, com apenas um gol feito, Messias voltou aos gramados da Liga com o Genoa na primeira rodada da Série A e logo ajudou o clube a conquistar seu primeiro ponto marcando um gol nos acréscimos do segundo tempo no empate em 2–2 diante a Internazionale.
Esse foi o seu segundo tento no mês, pois já havia garantido a classificação do clube na vitória por 1–0 diante o Reggina na primeira partida da Coppa Itália.
Após o primeiro mês ter sido positivo ao atacante, ele voltou a sofrer diversos problemas físicos que minaram novamente sua participação no clube italiano. Seus problemas musculares fizeram com que o brasileiro ficasse mais partidas ausentes na primeira metade da época do que nos gramados com os demais companheiros.

## Vida pessoal
Brasileiro de nascimento, Messias mudou-se para a Itália em 2011 junto com sua esposa e filho, juntando-se ao irmão em Turim, onde passou a trabalhar no setor de partos e a jogar futebol em um time amador da comunidade peruana local nas horas vagas.
Até 2015, era entregador de uma loja em Turim e jogava apenas futebol de várzea na Itália. Foi só em 2016, aos 24 anos, que começou a sua trajetória profissional.

## Títulos

#### Milan
- Campeonato Italiano: 2021–22